# Андавіас
Андавіас (ісп. Andavías) — муніципалітет в Іспанії, у складі автономної спільноти Кастилія-і-Леон, у провінції Самора. Населення — 491 особа (2010).
Муніципалітет розташований на відстані близько 220 км на північний захід від Мадрида, 14 км на північний захід від Самори.

## Демографія
Динаміка населення (INE ):